# Polanco (Spagna)
Polanco è un comune spagnolo di 5 047 abitanti situato nella comunità autonoma della Cantabria, comarca di Besaya.
Posto sulla riva destra del fiume Saja in prossimità del suo estuario che forma la ría de San Martín, detta anche ría de Suances, è costituito da terre basse vicine al litorale cantabrico con clima locale atlantico. Nel suo territorio c'è anche uno dei pochi laghi naturali spagnoli vicini al mare con acque salate in profondità e dolci in superficie il Pozo Tremeo. Polanco è dotato di buone comunicazioni perché il suo territorio è attraversato dall'autostrada che unisce Santander a Torrelavega, e dalla ferrovia, la sua frazione di Requejada è un porto fluviale. Strategicamente situato, confina al sud col grande centro industriale, commerciale e di servizi di Torrelavega ed è vicino ai frequentati centri turistici di Suances, Santillana del Mar e Miengo.
Il comune è composto da otto centri abitati: Barrio Obrero, Mar, Polanco, Posadillo, Requejada, Rincoseda, Rumoroso e Soña. Polanco è il capoluogo che dà il nome al comune e dista 24 km dalla capitale della regione Santander.
Di tradizione ganadera, cioè dedito al ganado (allevamento del bestiame), che esiste ancora in minima parte, all'inizio del XX secolo si è trasformato in un notevole centro industriale e di servizi come ben fotografa la ripartizione della sua popolazione sulla base del settore d'impiego che indica il settore terziario con la quota del 51,9%, l'industria con il 27,7%, l'edilizia col 17% e il settore agricolo e dell'allevamento del bestiame con solo il 3,4%.

## Storia
I diversi siti archeologici sul suo territorio permettono di affermare che fin dal paleolitico antico esisteva una presenza umana nel territorio che ci ha lasciato diversi oggetti litici lavorati. Nel periodo preromano è pure testimoniata da altri giacimenti la presenza stabile di genti cantabriche.
Durante la dominazione di Roma si giungeva a Polanco per la Via Agrippa costruita dalle legioni romane lungo la costa e utilizzata anche nel medioevo dai pellegrini che si recavano a Santiago di Compostela.
Le prime citazioni delle località che oggi compongono il comune si trovano in documenti della prima metà dell'XI secolo che riferiscono della loro dipendenza dalla Abadia de Santillana del Mar e dell'appartenenza alla Merindad de las Asturias de Santillana.
Al potere ecclesiastico subentrò quello delle signorie, precisamente a quella della famiglia de la Vega che durò fino al cosiddetto Triennio liberal dal 1820 al 1823 quando fu decretata la fine del sistema feudale e dallo scioglimento del Mayordomado de la Vega y Honor de Miengo, si formarono diversi comuni costituzionali, come Polanco, nei suoi confini attuali inglobati nel distretto giudiziale (partido judicial) di Torrelavega.
L'avvenimento che iniziò la trasformazione di Polanco da comune rurale a comune industriale e di servizi fu l'installarsi nel 1908 dello stabilimento della società belga Solvay per lo sfruttamento e lavorazione industriale delle risorse naturali del territorio comunale.
Sulla scia di questo impianto nacquero nuove imprese industriali e di servizi e si ebbe un movimento immigratorio con incremento della costruzione di abitazioni. Oggi Polanco dimostra di avere le capacità di svilupparsi ulteriormente anche per le sue ottime possibilità di comunicazioni.

## Monumenti e luoghi d'interesse
Da citare sono le chiese di San Pedro de Vincula, a Polanco, eretta nel XII secolo ma più volte trasformata nei secoli successivi e incendiata nel 1936 nel corso della guerra civile, ricostruita nelle forme attuali negli anni 1940-1944, di San Helìces del XVI secolo, di San Pedro' del XVII secolo, di San Felices del XVII secolo, di San Andrés Apostol del XVII secolo ricostruita nel 1881, di San José Obrero del 1930 a Requejada e le diverse ermitas nelle varie località del comune: San Pedro Apostol del XVI secolo a Rumoroso, di San Roque del 1600 a Posadillo, di Santiago del 1642, di Bernabé del 1954 a Rincoreda, di San Miguel del Mar del 1961 a Polanco, della Milagrosa del 1924 a Polanco, di San Elias del 1982 a Soña.
Da citare inoltre sono le costruzioni civili come le Casas vinculadas a José Maria de Pereda del XVIII secolo a Polanco (José María de Pereda è un noto scrittore spagnolo della corrente verista nato a Polanco nel 1833 e morto nel 1906), la Casa de Juan Palacio Herrera del 1676 a Rumoroso, la Casa de la famillia Riva del XVIII secolo a Ronconedo, la Casa de la famillia Quijano del XVIII secolo a Rumoroso, la Casa de Gutiérrez Palacio del XVIII secolo a Posadillo e la Casa Rectorial del 1909 a Polanco.

## Feste
Le feste, secondo la tradizione spagnola, sono insieme sacre e profane con riti religiosi al mattino seguiti da feste popolari con musica, canti, danze, gare sportive, manifestazioni folcloristiche e giochi tradizionali come quello detto la cachierra, tipico di Polanco, che si gioca con bastoni e una palla ed è considerato precucursore dell'hockey.
Il calendario delle feste è il seguente: San José a Requejada il 19 marzo, San Bernabé a Rinconeda l'11 giugno, San Pedro a Polanco il 29 giugno, San Elias il 15 luglio a Soña, Santiago il 25 luglio a Mijares, San Pedro Advincula il 1º agosto a Polanco, San Roque il 16 agosto a Posadillo, San Miguel del Mar il 29 settembre a Polanco e San Andrés a Rumoroso il 30 settembre.
Nel mese di settembre o di ottobre si svolge annualmente la Semana Coral un festival internazionale di gruppi musicali corali e strumentali.